# 동래읍성지
동래읍성지(東萊邑城址)는 부산광역시 동래구 복천동과 안락동, 명륜동, 칠산동, 명장동 일대에 있는 조선시대 동래부의 행정중심지를 둘러싸고 있었던 읍성이다. 1972년 6월 26일 부산광역시의 기념물 제5호로 지정되었다.

## 역사
삼한시대부터 동래에는 거칠산국, 내산국, 장산국, 독로국등으로 불린 작은 국가가 있었던 것으로 알려지고 있는데, 동래성에 관한 기록은 고려사에 보이는 1021년에 동래군의 성을 수리한 것이 처음이다.
조선시대에 동래부는 대일 외교상 중시되어 관아의 규모도 크고, 격식이 높았다. 정3품의 부사가 재임하는 왜적 방어의 제1관문이었다. 1592년 4월 13일 임진왜란이 일어나자 부산진성과 함께 일본군의 1차 공격목표가 되어 동래부사 송상현을 위시한 군·관·민의 장렬한 전투가 벌어졌던 최대 격전지이기도 하다.

## 규모
임진왜란 이후 부분 보수되었던 성을 1731년에 동래부사 정언섭이 나라 관문인 동래의 중요성을 감안하여 그 규모를 훨씬 크게 고쳐 쌓았다.
이 때의 성이 지금 흔적으로 남아 있는 읍성의 기원이다. 증축된 성의 규모는 성곽의 둘레가 약 3.8km였다. 읍성에는 동·서·남·북문과 인생문 및 암문이 있었고, 각 문에는 문루가 있었다. 동문에는 지희루, 서문에는 심성루, 남문에는 무우루, 암문에는 은일루가 각각 있었다. 중요한 문루였던 남문에는 익성을 두었는데, 앞 쪽의 세병문과 뒤쪽의 주조문을 둔 이중 구조로 되어 있었다.
일제강점기에 시가지 정비계획 등으로 평지에 성은 철거되고, 산지에만 성곽 모습이 남았는데, 성내에 북문·인생문·동장대·서장대·북장대가 복원되었고 성벽도 부분적으로 복원·보수 중에 있다.

## 특징
충렬사 뒷산에서 마안산을 거쳐 동래향교 뒷산까지의 구릉지와 현재의 동래 시가지 중심지역인 평탄지를 일부 포함하는 지세에 전형적인 평산성(平山城) 형식으로 쌓았다. 산성과 평지성의 장점을 두루 갖춘 대한민국에서 대표적인 읍성이다.

## 현지 안내문
읍성이란 군이나 현의 주민을 보호하고, 군사적·행정적인 기능을 함께하는 성을 말한다.
동래읍성은 마안산을 거쳐 구릉지와 동래 시가지의 평탄한 지역을 포함하여 쌓은 읍성으로, 고려말에서 조선초에 만들어진 것으로 보인다.
『고려사』에 의하면 고려 현종 12년(1021)에 동래읍성을 수리하였으며, 그 뒤 우왕 13년(1387)에 왜구를 막기 위해 동래성을 크게 고쳐 쌓아 둘레가 3090자, 높이 13자라고 전한다.
왜적 방어의 제1관문인 이 성은 조선시대에 임진왜란이 일어나면서 부산 진성과 함께 왜적의 1차 공격목표가 되어 치열한 전투가 벌어졌던 곳이다. 임진왜란 이후 방치되었던 것을 조선 영조 7년(1731)에 다시 증축하여 당시 규모가 둘레 1729자였고, 4곳에 문을 만들었다.
동문을 지희루, 서문을 심성루, 남문을 무우루, 암문(적 또는 상대편이 알 수 없게 작게 꾸민 성문)을 은일루라 하였다. 남문에는 양 날개가 달린 듯 좌우로 뻗은 성벽인 익성이 있고, 나머지 3개의 문에는 성문을 보호하고 성을 튼튼히 지키기 위해, 성문밖으로 원형이나 방형으로 쌓은 옹성을 두어 적으로부터 성을 방어하고 있다.
일제시대를 거치면서 평지의 성벽은 대부분 철거되었고, 마안산을 중심으로 성곽의 모습만 겨우 남아있다. 현재 북문과 옹성, 동장대, 서장대 등이 부분적으로 복원되어고 있다.

## 같이 보기
- 동래성 전투
- 왜성 (건축)
- 동래 남문비

## 참고 자료
- 동래읍성지 - 국가유산청 국가유산포털